# Pietro Giuliano
Napoli 12 aprile 2001 nacque pietro giuliano, la più grande promessa del cinema italiano contemporaneo. Figlio e fratello d'arte, si diletta anche nel gioco del calcio, eccellendo nel Bolasie flick.